# Периферийные устройства (телесериал)
«Периферийные устройства» (англ. The Peripheral) — американский научно-фантастический телесериал. Экранизация одноимённого романа Уильяма Гибсона.
Премьера сериала состоялась 21 октября 2022 года на сервисе Amazon Prime Video, всего через неделю после релиза шоу стало самым популярным на этом сервисе. В феврале 2023 года сериал был продлен на второй сезон. В августе того же года Amazon закрыл сериал на фоне забастовок сценаристов.

## Сюжет
Действие сериала разворачивается в США, в 2032 году, в провинции Голубой хребет.
Флинн Фишер живёт в провинциальной Америке, работает в 3D-типографии и играет в VR-игры. Однажды, по просьбе её брата Бёртона, она соглашается протестировать новейшую гарнитуру виртуальной реальности с нейронным интерфейсом, без экрана и контроллеров. Устройство переносит её сознание в футуристический Лондон конца XXI века. Постепенно Флинн начинает понимать, что события происходят не в игре или симуляции, а в реальности. Теперь ей предстоит выяснить, кто и зачем связал эти два мира.

## В ролях

### Основной состав
- Хлоя Грейс Морец — Флинн Фишер
- Гэри Карр — Уилфред Недертон
- Джек Рейнор — Бёртон Фишер
- Джей Джей Филд — Лев Зубов
- Т’Ниа Миллер — Чериз Нуланд
- Луис Хертум — Корбелл Пикетт
- Кэти Льюнг — Эш
- Мелинда Пейдж Хэмилтон — Элла Фишер
- Крис Кой — Джаспер Бейкер
- Алекс Эрнандез — Томми Константин
- Джулиан Мур-Кук — Оссиан
- Аделинд Хоран — Билли Энн Бейкер
- Остин Райзинг — Леон
- Элай Гори — Коннер Пенски
- Шарлотта Райли — Аэлита Уэст
- Александра Биллингс — инспектор Айсли Лоубир

### Второстепенные персонажи
- Ханна Артертон — Ди Ди
- Чуку Моду — Карлос
- Харрисон Гилбертсон — Аттикус
- Поппи Корби-Туч — Мариэль Рафаэль
- Нед Деннехи — Боб

## Эпизоды
| № | Название                        | Режиссёр        | Автор сценария            | Дата премьеры   |
| - | ------------------------------- | --------------- | ------------------------- | --------------- |
| 1 | «Пилот»                         | Винченцо Натали | Скотт Смит                | 21 октября 2022 |
| 2 | «Бонус за эмпатию»              | Винченцо Натали | Скотт Смит                | 21 октября 2022 |
| 3 | «Гаптический дрейф»             | Олрик Райли     | Скотт Смит                | 28 октября 2022 |
| 4 | «Джекпот»                       | Олрик Райли     | Скотт Смит                | 4 ноября 2022   |
| 5 | «А что насчёт Боба?»            | Винченцо Натали | Джэйми Чан                | 11 ноября 2022  |
| 6 | «Ноги будущего»                 | Винченцо Натали | Грэг Пледжман, Скотт Смит | 18 ноября 2022  |
| 7 | «Полицейское любопытство»       | Олрик Райли     | Джэйми Чан, Скотт Смит    | 25 ноября 2022  |
| 8 | «Тысяча лесов из одного жёлудя» | Олрик Райли     | Скотт Смит                | 2 декабря 2022  |

## Производство и премьера
О начале работы над сериалом стало известно в апреле 2018 года. Разработкой сериала по одноимённому роману Уильяма Гибсона занимаются Лиза Джой и Джонатан Нолан. В апреле 2019 года стало известно, что Джой и Нолан подписали договор с Amazon Studios, которая заказала сериал в середине ноября 2019 года, а Джой и Нолан стали исполнительными продюсерами. Помимо Джой и Нолана, в число исполнительных продюсеров входят Афина Уикхэм, Стив Хобан и Винченцо Натали. Сериал состоит из 60-минутных эпизодов и разрабатывается компанией Kilter Films в партнёрстве Amazon Studios. Сериал продлён на второй сезон.
В октябре 2020 года Хлоя Грейс Моретц получила роль Флинн Фишер, а Гэри Карр присоединился к основному актёрскому составу.Также в актёрский состав вошли: Джек Рейнор, Эли Гори, Шарлотта Райли, Джей Джей Фейлд, Аделинд Хоран и Алекс Эрнандес.
Съёмки сериала начались 3 мая 2021 года в Лондоне. Производство первого сезона завершилось 5 ноября 2021 года.
Премьера сериала состоялась 21 октября 2022 года на сервисе Amazon Prime Video. Финальная серия вышла 2 декабря 2022 года, а в феврале 2023 года стало известно, что сериал продлили на второй сезон.

## Восприятие
На сайте Rotten Tomatoes фильм имеет рейтинг 77 % основанный на 53 отзывах, со средней оценкой 6.7/10. Консенсус критиков гласит: «Где-то на краю этого научно-фантастического видения находится убедительное повествование, но односторонняя сосредоточенность сериала на своих высоких идеях идёт в ущерб характеру или связности». На Metacritic средневзвешенная оценка составляет 57 из 100 на основе 20 рецензий.